# マリー＝エヴ・ガイエ

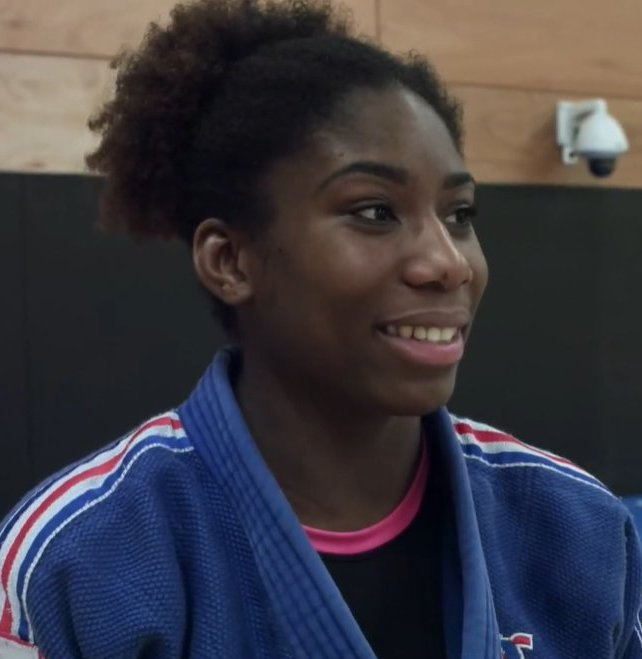

マリー＝エヴ・ガイエ（Marie Eve Gahié 1996年11月27日- ）は、フランスの柔道選手。階級は70kg級。

## 経歴
2013年のヨーロッパ・カデ70kg級で優勝すると、世界カデでも優勝した。2014年の世界ジュニアでは個人戦と団体戦で2位だった。2015年のヨーロッパ競技大会では優勝を飾った。2016年にはグランプリ・サムスンとグランプリ・アルマトイで優勝すると、ヨーロッパジュニアでも優勝した。しかし、この階級にはフランス国内に世界チャンピオンのジブリズ・エマヌがいたためにリオデジャネイロオリンピックには出場できなかった。2017年のグランプリ・デュッセルドルフでは決勝で新井千鶴に横四方固で敗れて2位だった。ヨーロッパ選手権の個人戦で3位だったが、団体戦では優勝した。世界団体では3位となった。2018年の世界選手権では決勝で世界チャンピオンの新井と対戦すると、技ありを先取するも合技で逆転の一本負けを喫して2位だった。世界団体でも2位だった。2019年に東京で開催された世界選手権では、決勝でポルトガルのバルバラ・ティモを腕挫十字固で破って優勝を飾った。世界団体では決勝の日本戦で新井に敗れて2位だった。ワールドマスターズでは準々決勝で新井に技ありで敗れて3位だった。2021年の東京オリンピックには直前のヨーロッパ選手権で初戦で敗れたこともあり、同大会で2位となった国内のライバルであるマルゴー・ピノが代表に選ばれたために出場できなかった。6月の世界選手権では初戦で敗れると、世界団体では決勝の日本戦で新添左季に内股で敗れてチームも2位だった。2022年のグランドスラム・アンタルヤとヨーロッパ選手権では優勝した。2022年の世界選手権では3回戦で新添に敗れると、世界団体でも決勝の日本戦で新添に送襟絞で敗れて2位だった。2023年の世界選手権では準々決勝で新添に反則負けするなどして7位だったが、世界団体では2位になった。地元で開催されたヨーロッパ選手権では2連覇した。2024年の世界選手権では決勝で同じフランスのマルゴー・ピノに技ありで敗れて2位だった。地元フランスで開催されたパリオリンピックにはピノを押しのけて出場するも7位に終わった。
IJF世界ランキングは6220ポイント獲得で1位(25/6/2現在)。

## 主な戦績
- 2012年 - ヨーロッパ・カデ　3位
- 2013年 - ヨーロッパ・カデ　優勝
- 2013年 - 世界カデ　優勝
- 2013年 - 世界ジュニア　団体戦　2位
- 2014年 - 世界ジュニア　個人戦　2位　団体戦　2位
- 2015年 - アフリカオープン・チュニス　優勝
- 2015年 - アフリカオープン・カサブランカ　2位
- 2015年 - グランプリ・トビリシ　3位
- 2015年 - グランドスラム・バクー　3位
- 2015年 - ヨーロッパ競技大会　団体戦　優勝
- 2016年 - アフリカオープン・チュニス　優勝
- 2016年 - グランプリ・ハバナ　3位
- 2016年 - グランプリ・サムスン　優勝
- 2016年 - グランプリ・アルマトイ　優勝
- 2016年 - ヨーロッパジュニア　優勝
- 2016年 - グランドスラム・アブダビ　優勝
- 2017年 - グランプリ・デュッセルドルフ　2位
- 2017年 - ヨーロッパ選手権　個人戦　3位　団体戦　優勝
- 2017年 - ヨーロッパオープン・ブカレスト　優勝
- 2017年 - 世界選手権　5位
- 2017年 - 世界団体　3位
- 2017年 - グランドスラム・東京　5位
- 2017年 - ワールドマスターズ　3位
- 2018年 - グランドスラム・パリ　3位
- 2018年 - グランプリ・トビリシ　優勝
- 2018年 - グランプリ・ザグレブ　優勝
- 2018年 - 世界選手権　2位
- 2018年 -　世界団体　2位
- 2019年 - グランドスラム・パリ　5位
- 2019年 - グランドスラム・エカテリンブルグ　優勝
- 2019年 - ヨーロッパ競技大会個人戦　5位　団体戦　3位
- 2019年 - 世界選手権　優勝
- 2019年 - 世界団体　2位
- 2019年 -　ワールドマスターズ　3位
- 2020年 - ヨーロッパ選手権　3位
- 2021年 -　グランドスラム・テルアビブ　3位
- 2021年 -　世界団体　2位
- 2021年 -　グランドスラム・アブダビ 3位
- 2022年 -　グランドスラム・テルアビブ　3位
- 2022年 -　グランドスラム・アンタルヤ　優勝
- 2022年 -　ヨーロッパ選手権　優勝
- 2022年 - ヨーロッパオープン・オーバーヴァルト　2位
- 2022年 -　世界団体　2位
- 2022年 -　ワールドマスターズ　3位
- 2023年 -　グランドスラム・パリ　2位
- 2023年 -　世界選手権　7位
- 2023年 -　世界団体　2位
- 2023年 -　グランドスラム・バクー　3位
- 2023年 -　ヨーロッパ選手権　優勝
- 2024年 -　グランドスラム・パリ　2位
- 2024年 -　グランドスラム・バクー　2位
- 2024年 - 世界選手権　2位
- 2025年 - グランドスラム・パリ　3位
- 2025年 - ヨーロッパ選手権　5位
- 2025年 - 世界団体　5位

(出典、JudoInside.com)